# المشاركة السياسية للمرأة في الهند

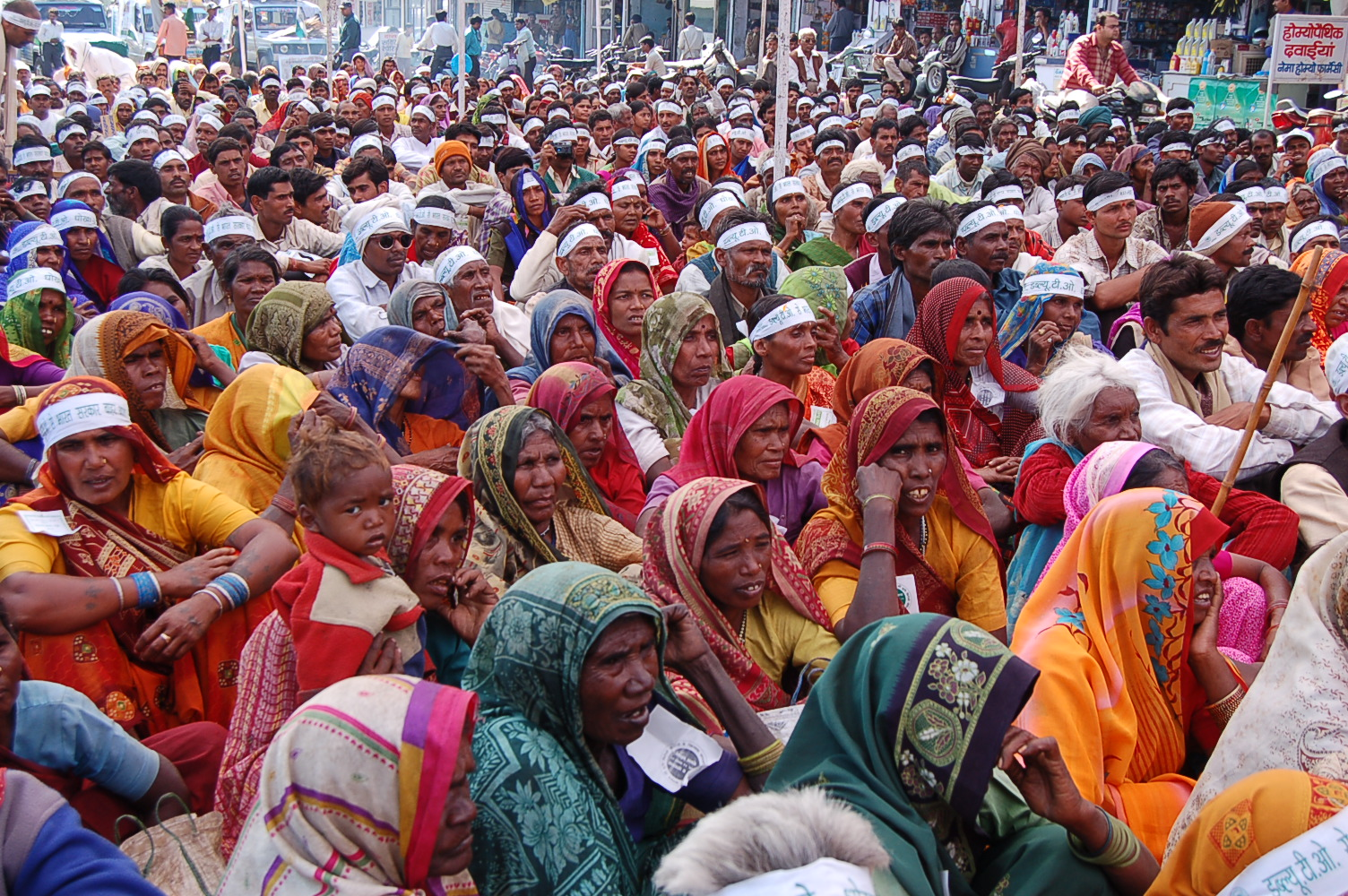
نساء في تجمع المزارعين، بوبال، الهند، نوفمبر 2005

«المشاركة السياسية» مصطلح ذو معنى واسع للغاية، إذ لا يتعلق الأمر «بالحق في التصويت» فقط، وإنما بالمشاركة في: عملية صنع القرار، والنشاط السياسي، والوعي السياسي، وغير ذلك أيضًا. تشارك النساء في الهند في الاقتراع، والترشح للمناصب العامة والأحزاب السياسية بمستويات أدنى مقارنة بالرجال. يعدّ النشاط السياسي والتصويت من أقوى مجالات المشاركة السياسية للمرأة. وضعت الحكومة الهندية حجوزات لمقاعد في الحكومات المحلية، لمناهضة عدم المساواة بين الجنسين في السياسة.
بلغت نسبة مشاركة النساء في الانتخابات البرلمانية العامة في الهند 65.63%، بينما بلغت نسبة مشاركة الرجال 67.09%. تحتل الهند المرتبة العشرين بأسفل قائمة البلدان من حيث تمثيل المرأة في البرلمان. شغلت النساء مناصب رئاسة البلاد ورئاسة الوزراء في الهند، وكذلك رئاسة الوزراء في مختلف الولايات. انتخب الناخبون الهنود النساء في العديد من المجالس التشريعية في الولايات والبرلمان الوطني لعقود عديدة.

## الحقوق الدستورية للمرأة
ينص دستور الهند على نظام حكم برلماني، ويضمن لمواطنيها الحق في أن يُنتخبوا، ويضمن لهم حرية التعبير، وحرية التجمع وتشكيل الجمعيات، والتصويت. يحاول دستور الهند مناهضة عدم المساواة بين الجنسين، من خلال منع التمييز على أساس الجنس والطبقة، ومنع الاتجار بالبشر والتشغيل القسري، وتخصيص مناصب منتخبة للنساء.
وجهت حكومة الهند حكومات الولايات والحكومات المحلية لتعزيز المساواة حسب الطبقة والجنس، بما في ذلك المساواة في الأجر، والمساعدة القانونية المجانية، وظروف العمل الإنسانية، وتقديم إعانة أمومة، والحق في العمل والتعليم، ورفع مستوى المعيشة. شاركت النساء بشكل كبير في حركة الاستقلال الهندية في أوائل القرن العشرين، ودعت النساء إلى الاستقلال عن بريطانيا. أفضى الاستقلال إلى تحقيق مساواة بين الجنسين في شكل حقوق دستورية، إلا أن المشاركة السياسة للمرأة بقيت منخفضة على مر التاريخ.

## مشاركة الإناث

### التصويت
بدأت حركة حق المرأة في التصويت في أوائل القرن العشرين استجابةً لحركة وطنية من أجل حق التصويت، على الرغم من أن الغالبية العظمى من الرجال والنساء لم يكن لهم الحق في التصويت في ظل الحكم الاستعماري البريطاني قبل عام 1947. منح الدستور الهندي في 1950 بعد استقلال الهند عن بريطانيا، النساء والرجال حق التصويت رسميًا. منحت الهيئات التشريعية الإقليمية النساء الحق في التصويت، قبل نظام الاقتراع العام.
كانت مدراس أول من منح المرأة حق التصويت في عام 1921، ومنحته فقط للرجال والنساء الذين يمتلكون عقارات الأراضي وفقًا لسجلات الإدارة البريطانية. اقتصرت الحقوق الممنوحة استجابة لحراك الاقتراع على مؤهلات معرفة القراءة والكتابة وملكية العقارات، بما في ذلك ملكية الأزواج. استبعد ذلك الغالبية العظمى من النساء والرجال الهنود من التصويت، لأنهم كانوا فقراء. تغير الوضع في عام 1950 عندما مُنح حق الاقتراع العام لجميع المواطنين الهنود البالغين.
منح الاقتراع العام حقوق التصويت لجميع النساء في عام 1950، ونصت المادة 326 من الدستور الهندي على ذلك. يتألف نظام الهند البرلماني من مجلسين: لوك سابها (مجلس النواب) وراجيا سابها (مجلس الشيوخ). بلغت نسب مشاركة النساء في الانتخابات 46.635% في انتخابات عام 1962، وارتفعت إلى أعلى مستوى في عام 1984 إذ بلغت 58.60%. بلغت نسبة مشاركة الذكور خلال نفس الفترة 63.31% عام 1962 و68.18% عام 1984.
تقلصت الفجوة بين الناخبين الرجال والنساء بمرور الوقت بفارق 16.7% في عام 1962 وصولًا إلى 4.4% في عام 2009.
بقي إقبال الناخبين على الانتخابات الوطنية راكدًا خلال الخمسين عامًا الماضية، إذ تراوحت نسبة المشاركة بين %50 و60%. شهدت انتخابات الولايات زيادةً في مشاركة المرأة، وتجاوز إقبال النساء نسبة المشاركة من قبل الذكور في بعض الحالات. أُبلغ عن زيادة إقبال النساء في انتخابات فيدهان سابها 2012 (المجالس التشريعية/مجالس الولايات)، إذ أبلغت ولايات مثل أتر برديش عن نسب تراوحت بين 58.82%-60.29%.
أفادت التقارير أن نسبة المشاركة الإجمالية للمرأة في انتخابات مجلس النواب لعام 2013 قد بلغت 47.4%، بينما بلغت نسبة مشاركة الذكور 52.5%. أبلغت ولايات أروناجل برديش وغوا وكيرلا ومانيبور وميغالايا وميزورام ودمن وديو وبودوتشيري الهندية، عن إقبال أكبر بين النساء مقارنة بالرجال في عام 2013.
يزيد الإقبال على المشاركة في كل من الولايات الغنية والفقيرة في الهند. تحسنت نسبة الجنس للناخبين من 715 ناخبة لكل 1000 ناخب في ستينيات القرن العشرين إلى 883 ناخبة في العقد الأول من القرن الحادي والعشرين. سعت لجنة الانتخابات في الهند إلى زيادة إقبال الناخبين من خلال تنظيف القوائم الانتخابية وإزالة الأعضاء المفقودين أو المتوفين.
اشتملت توعية الناخبين على استقطاب الناخبين من خلال التسجيل بآلية من باب إلى باب، واتُفق أن تصدر في انتخابات 2014 هوية مصورة للناخبين، تحتوي معلومات حول مراكز الاقتراع لزيادة إقبال الناخبين. ترجع زيادة إقبال الناخبين في الهند جزئيًا إلى الناخبات. سعت لجنة الانتخابات الهندية إلى تشجيع تسجيل الناخبات ومشاركتهن من خلال التثقيف والتوعية في حرم الكليات والجامعات. كما يعزى تزايد المشاركة إلى زيادة الأمن في مراكز الاقتراع.

#### انتخابات 2014
بلغت نسبة مشاركة النساء في الانتخابات البرلمانية العامة في الهند 65.63% في عام 2014، مقارنة بنسبة 67.09% للرجال. صوتت النساء أكثر من الرجال في 16 ولاية من أصل 29 ولاية في الهند، أي مارست ما مجموعه 260.6 مليون امرأة حقهن في التصويت في انتخابات أبريل-مايو 2014 لبرلمان الهند.

## التحديات أمام مشاركة المرأة
تساهم الحواجز الثقافية والمجتمعية المتمثلة في العنف والتمييز والأمية، في تشكيل مستوى المشاركة السياسية للمرأة وأشكالها.

### العنف الجنسي
سلطت مارثا نوسباوم الضوء على عائق كبير أمام قدرة المرأة على المشاركة السياسية، وتمثل هذا العائق بخطر العنف. يتفاقم العنف الجنسي في الهند بسبب قضايا التعليم والزواج، وتتعرض النساء للاعتداء الجنسي. أدى زواج الأطفال والعنف المنزلي وانخفاض معدلات الإلمام بالقراءة والكتابة إلى خفض الفرص الاقتصادية للمرأة الهندية وساهم في العنف الجنسي في الهند.
وجدت دراسة أجريت عام 2011 أن «24% من الرجال الهنود قد ارتكبوا عنفًا جنسيًا في مرحلة ما من حياتهم، و20% منهم قد أجبروا شريكاتهم على ممارسة الجنس معهم، ويعترف 38% من الرجال بأنهم قد أساؤوا جسديًا إلى شريكاتهم». يُعزى العنف الجنسي المنتشر إلى حقيقة أن العنف ضمن إطار الزواج ليس مخالفًا للقانون، وأن العنف الجنسي يمر دون عقاب إلى حد كبير.
تقول مارثا سي نوسباوم: «يؤثر العنف والتهديد بالعنف في المجتمعات الكبيرة على قدرة العديد من النساء في المشاركة في العديد من أشكال العلاقات الاجتماعية والسياسية بنشاط، وعلى التحدث علنًا، والاعتراف بهن وبكرامتهن المساوية لكرامة الآخرين».

### الأمية
توصف الهند بأنها أكبر بلد من السكان الأميين. ذكرت الأمم المتحدة في يناير 2014 أن 25.6% من جميع البالغين في الهند أميون. تبلغ نسبة معرفة القراءة والكتابة بين النساء الهنديات 65.46%، وهي نسبة أقل بكثير من نسبة معرفة القراءة والكتابة بين الرجال التي بلغت 82.14%. تحد الأمية من قدرة المرأة على فهم النظام السياسي والقضايا العامة. أُبلغ عن مشاكل الاستغلال، مثل استبعاد النساء من قوائم الناخبين، إذ تحد الأمية من قدرة المرأة على ضمان ممارسة حقوقها السياسية.
جاء عن مارتيال بخصوص المشاركة السياسية: «يرتبط الإلمام بالقراءة والكتابة بشكل عام بقدرة النساء على الانطلاق خارج المنزل ومواجهة المحيط، لذا يرتبط أيضًا بقدرتهن على الالتقاء والتعاون مع النساء الأخريات». وجدت الدراسات التي أجرتها نيراجا جايال ونيرمالا بوخ أن النساء «عرضة للسخرية باستمرار، ويُقلل من قيمتهن في البانشايات إذا كن أميات».
وجدت نوسباوم أيضًا أن لمحو الأمية دور رئيسيً في كرامة المرأة واستقلاليتها في مجال السياسة، من خلال منحها إمكانية الوصول إلى وسائل الاتصال، مثل المذكرات والصحف، وتمكينها بأن تصبح أكثر دراية بالقضايا السياسية.